# Kervo församling
Kervo församling (finska: Keravan seurakunta) är en evangelisk-luthersk församling i Kervo i det finländska landskapet Nyland. År 1955 blev Kervo församling självständig från Tusby församling. År 2022 hade församlingen 20 905 medlemmar.
Kervo kyrka är Kervo församlings huvudkyrka. Församlingens verksamhet sker huvudsakligen på finska.
Kervo församling tillhör Tusby prosteri i Esbo stift och är en del av Evangelisk-lutherska kyrkan i Finland.

## Lokaler
- Kervo kyrka
- Kervo församlingshem
- Kaleva församlingshem
- Savio församlingshem
- Nuottakoto verksamhetscentrum
- Gamla prästgården
- Begravningskapell i Tusby

Savio församlingshem stängdes i december 2020 på grund av fuktskador och problem med inneluft. Församlingshemmet uppfördes år 1972 och man har planerat att riva det gamla församlingshemmet och bygga ett nytt församlingshem på samma plats med bostäder.